# Joan Danés i Colldecarrera
Joan Danés Colldecarrera (La Vall del Bac, 18 de setembre de 1850 -Olot, 1914) fou un metge català.

## Biografia
Va néixer a cal Ferrer de la Vall del Bac (la Vall de Bianya) l'any 1850. El seu pare Josep Danés i Bassols, que exercia l'ofici familiar de ferrer, va voler donar una carrera als tres fills que tenia. Joan va optar pel camp de la medicina. Un cop obtinguda la llicenciatura en Medicina i Cirurgia a la Universitat de Barcelona l'any 1873, es va establir a Olot per exercir com a doctor, en plena tercera Guerra Carlina. En aquesta població, l'any 1881 va comprar i reformar una casa al carrer de la Proa, que va esdevenir la seva residència i el seu despatx com a metge, a més de constituir-se en casa pairal de la seva nombrosa descendència.
Danés va ser un dels fundadors de la Casa de Curación, la primera clínica privada d'operacions i cures de cirurgia existent a Olot. Va ser una iniciativa de curta volada, perquè va obrir les portes en una casa del carrer de les Estires el 20 de març de 1889 i les va tancar pel gener de 1893, després d'atendre quaranta-quatre pacients diferents. En aquest lapse de temps, la clínica va posar en pràctica les tècniques més innovadores en cirurgia i s'hi va utilitzar l'instrumental més modern, una part del qual va passar a formar part de la Clínica d'operacions de l'Hospital de Sant Jaume de la vila, a partir de 1916. A banda d'això, va treballar com a metge al seu despatx, atenent els particulars i fent reconeixements mèdics per a diverses companyies asseguradores. També va actuar com a metge de la companyia de bombers local.
Joan Danés va tenir una participació molt activa en la vida social i cultural de la seva època. Va ser regidor de l'Ajuntament d'Olot, president del Sindicato Médico del Partido de Olot i directiu del Col·legi de Metges provincial. Entre altres entitats, va ser membre del Centre Artístic, del Círculo Olotense, de l'Institut Olotí de les Arts, les Ciències i les Indústries i de l'Escuela de Obreros Olotenses, antecedent del Centre Catòlic. Va col·laborar en l'establiment del Museu-Biblioteca d'Olot, una institució que acabaria dirigint el seu fill Joaquim Danés i Torras. De conviccions catòliques profundes, va formar part de nombroses entitats locals de caràcter religiós. Casat amb Jerònima Torras i Diví natural d'Olot. Va morir a Olot el 26 de juliol de 1914.